# Métrolinie 16 (Paris)
| Karte |                      |                           |                           |
| Streckenlänge: | 27,5 km              |                           |                           |
| Spurweite: | 1435 mm (Normalspur) |                           |                           |
| |                      |                           |                           |
| Stationen: | 10                   |                           |                           |
| \| \| \| Noisy – Champs \| \| \| \| Marne \| \| \| \| Chelles – Gournay \| \| \| \| Clichy – Montfermeil \| \| \| \| Sevran – Livry \| \| \| \| Sevran – Beaudottes \| \| \| \| Aulnay – Val Francilia \| \| \| \| Parc du Blanc-Mesnil \| \| \| \| von Linie 17 \| \| \| \| Le Bourget \| \| \| \| La Courneuve – Six Routes \| \| \| \| Saint-Denis Pleyel \| |                      |                           |                           |
| U-Bahn-Kopfbahnhof Streckenanfang (Strecke außer Betrieb) (im Tunnel) |                      | Noisy – Champs            | Noisy – Champs            |
| U-Bahn-Strecke unter Wasserlauf (im Tunnel) |                      | Marne                     | Marne                     |
| U-Bahn-Bahnhof (Strecke außer Betrieb) (im Tunnel) |                      | Chelles – Gournay         | Chelles – Gournay         |
| U-Bahn-Bahnhof (Strecke außer Betrieb) (im Tunnel) |                      | Clichy – Montfermeil      | Clichy – Montfermeil      |
| U-Bahn-Bahnhof (Strecke außer Betrieb) (im Tunnel) |                      | Sevran – Livry            | Sevran – Livry            |
| U-Bahn-Bahnhof (Strecke außer Betrieb) (im Tunnel) |                      | Sevran – Beaudottes       | Sevran – Beaudottes       |
| U-Bahn-Bahnhof (Strecke außer Betrieb) (im Tunnel) |                      | Aulnay – Val Francilia    | Aulnay – Val Francilia    |
| U-Bahn-Bahnhof (Strecke außer Betrieb) (im Tunnel) |                      | Parc du Blanc-Mesnil      | Parc du Blanc-Mesnil      |
| U-Bahn-Abzweig geradeaus und von rechts (Strecke außer Betrieb) (im Tunnel) |                      | von Linie 17              | von Linie 17              |
| U-Bahn-Bahnhof (Strecke außer Betrieb) (im Tunnel) |                      | Le Bourget                | Le Bourget                |
| U-Bahn-Bahnhof (Strecke außer Betrieb) (im Tunnel) |                      | La Courneuve – Six Routes | La Courneuve – Six Routes |
| U-Bahn-Kopfbahnhof Streckenende (Strecke außer Betrieb) (im Tunnel) |                      | Saint-Denis Pleyel        | Saint-Denis Pleyel        |

Verlauf der Linie 16 ab 2028

Die Linie 16 der Métro Paris ist eine von vier neuen Linien des Grand Paris Express, einem großen Erweiterungsprojekt der Pariser Métro. Die derzeit im Bau befindliche Linie wird die Vororte nördlich und östlich von Paris im Departement Seine-Saint-Denis verbinden und soll in zwei Phasen in den Jahren 2026 und 2028 eröffnet werden. Die Linie 16 wird vollständig automatisiert sein und vollständig unterirdisch.
Die Strecke wird im Auftrag der Société du Grand Paris gebaut, einer öffentlichen Agentur (EPIC), die von der französischen Regierung zur Umsetzung des Grand Paris Express-Projekts gegründet wurde. Der Zugverkehr auf der Linie soll von Keolis durchgeführt werden, während RATP für die Infrastruktur zuständig ist.

## Geschichte
Die Linie 16 wurde zunächst als östlicher Abschnitt der roten Linie des Grand Paris Express vorgeschlagen, einem 2009 von Nicolas Sarkozy ins Leben gerufenen Projekt, das aus neuen automatisierten Métro-Linien in den Vororten von Paris besteht. Im März 2013 kündigte der damalige Premierminister Jean-Marc Ayrault das Projekt „New Grand Paris“ an. Zu diesem Zeitpunkt erhielt die Linie ihren aktuellen Namen Linie 16.
Die Strecke zwischen Saint-Denis Pleyel und Noisy–Champs ist 27,5 km lang und verfügt über 10 Stationen und ein Wartungsdepot, das mit der Linie 17 geteilt wird. Die Kosten für diesen Streckenabschnitt werden auf rund 2,85 Milliarden Euro geschätzt. Drei Stationen werden mit der Linie 17 geteilt, darunter die westliche Endstation Saint-Denis Pleyel. Acht der zehn Bahnhöfe werden an andere Linien des Pariser Verkehrsnetzes angeschlossen, darunter vier U-Bahn-Linien, vier RER-Linien und zwei Straßenbahnlinien.
Ursprünglich war geplant, mit dem Bau der Strecke im Jahr 2017 zu beginnen und die Strecke bis 2023 fertigzustellen. Im Februar 2018 wurde dies geändert, um die Strecke bis 2024 fertigzustellen, rechtzeitig zu den Olympischen und Paralympischen Spielen 2024. Im Jahr 2021 wurde eine weitere Verzögerung des Projekts angekündigt, wobei die Eröffnung der Strecke in zwei Phasen aufgeteilt wurde.

## Bau
Die vorbereitenden Bauarbeiten für die Strecke begannen im Februar 2016. Mit den umfangreichen Tiefbauarbeiten wurde im Februar 2018 begonnen. Im Februar 2021 wurde der letzte große Bauauftrag vergeben, und alle Stationen sind jetzt im Bau, wobei 5 Tunnelbohrmaschinen Tunnel entlang der Strecke graben.
Im August 2021 wurde bekannt, dass der Bahnhof Saint-Denis Pleyel erst im Jahr 2024 fertiggestellt wird, da der Bahnhof das Hauptstadion von Paris 2024 bedienen wird. Der Streckenabschnitt zwischen Saint-Denis Pleyel und Clichy – Montfermeil soll derzeit im Jahr 2026 eröffnet werden, mit einer Verlängerung nach Süden bis Noisy-Champs im Jahr 2028, die die Strecke vervollständigen wird.